# Kanadský dolar
Kanadský dolar (anglicky canadian dollar, francouzsky dollar canadien) je zákonným platidlem druhého největšího státu světa - Kanady. Jeho ISO 4217 kód je CAD. Jeden dolar je tvořen stem centů (¢). V běžném mluveném projevu Kanaďanů se mu říká „buck“ (anglicky) a „piastre“ (francouzsky). Do roku 1871 se na území dnešní Kanady používalo více měn (dolar Britské Kolumbie, dolar Ostrova prince Edwarda, dolar Nového Skotska a další). V dubnu tohoto roku byla podepsána Uniform Currency Act / Loi sur l'uniformité de la monnaie, která ve všech provinciích zavedla jednu společnou měnu – kanadský dolar, který je používán dodnes.

## Mince a bankovky
- Mince dolaru jsou raženy v hodnotách 1, 5, 10, 25 a 50 centů, dále 1 a 2 dolary.

| Hodnota | Lidový název | Materiál                                             | Hmotnost [g] | Průměr mince [mm] | Tloušťka mince [mm] | Rubová strana            | Galerie |
| ------- | ------------ | ---------------------------------------------------- | ------------ | ----------------- | ------------------- | ------------------------ | ------- |
| 1¢      | Penny        | ocel 94% - nikl 1.5% - měď 4.5% (měděný povrch)      | 2.35         | 19.05             | 1.45                | list javoru              |         |
| 5¢      | Nickel       | ocel 94.5% - nikl 2% - měď 3.5% (niklový povrch)     | 3.95         | 21.20             | 1.76                | bobr kanadský            |         |
| 10¢     | Dime         | ocel 92% - nikl 2.5% - měď 5.5% (niklový povrch)     | 1.75         | 18.03             | 1.22                | kanadský škuner Bluenose |         |
| 25¢     | Quarter      | ocel 94% - nikl 2.2% - měď 3.8% (niklový povrch)     | 4.40         | 23.88             | 1.58                | sob polární              |         |
| 50¢     | Stück        | ocel 93.15% - nikl 2.1% - měď 4.75% (niklový povrch) | 6.90         | 27.13             | 1.95                | státní znak Kanady       |         |
| 1$      | Loonie       | ocel 91.5% - bronz 8.5% (bronzový povrch)            | 7.00         | 26.5              | 1.75                | potáplice lední          |         |
| 2$      | Twonie       | Kraj: nikl 99% Jádro: měď 92% - nikl 2% - hliník 6%  | 7.30         | 28.00             | 1.80                | medvěd lední             |         |

- Bankovky kanadského dolaru mají nominální hodnoty 5, 10, 20, 50 a 100 dolarů a jsou z polymeru.[1] Vyobrazené osobnosti na jednotlivých bankovkách:
  - 5 dolarů: Wilfrid Laurier
  - 10 dolarů: John Macdonald
  - 20 dolarů: Alžběta II.
  - 50 dolarů: William Lyon Mackenzie King
  - 100 dolarů: Robert Borden